# Передут
Передут — река в России, протекает в Калужской области. Правый приток Оки.
Река Передут берёт начало в районе деревни Макарово Перемышльского района. Течёт на север, пересекает автодорогу Р132. Устье реки находится в 1075 км по правому берегу реки Оки. Длина реки — 10 км.
В долине реки, заросшей лесом и кустарником, на площади около 6 га находятся выходы высокодебетных нисходящих родников. По составу вода родников гидрокарбонатно-кальциевая, жёсткая, маложелезистая. В 1991 году эта территория вошла в состав ООПТ «Источник пресных вод у д. Брагино».
Близ устья реки обнаружены древние городища III—XVII вв.

## Данные водного реестра
По данным государственного водного реестра России относится к Окскому бассейновому округу, водохозяйственный участок реки — Ока от города Калуга до города Серпухов, без рек Протва и Нара, речной подбассейн реки — бассейны притоков Оки до впадения Мокши. Речной бассейн реки — Ока.
Код объекта в государственном водном реестре — 09010100812110000021708.